# Bengt Andrén
Bengt Gunnar Andrén, född 9 januari 1926 i Uppsala, död 6 november 2021 i Lidingö distrikt, var en svensk ingenjör och ekonom.

## Biografi
Andrén utbildade sig till civilingenjör på Chalmers tekniska högskola med examen 1948 och till civilekonom på Handelshögskolan i Göteborg med examen 1950.
Bengt Andrén anställdes i ASEA 1950. Han var chef för ASEA:s dotterbolag i Colombia 1965–1966 och i Spanien 1966–1968 samt företagets exportdirektör 1970–1974. Han var verkställande direktör för Kabi 1974–1980 och för det statliga investeringsföretaget Regioninvest i Norr 1980–1984.

### Familj
Bengt Andrén var son till statsvetaren och politikern Georg Andrén (1890–1969) och Gerda Lillienau (1890–1978) samt far till landshövdingen Georg Andrén (född 1960). Efter skilsmässa var han i sitt andra äktenskap från 1979 till sin död gift med Solveig Wiberg, tidigare gift Geijer (född 1938). Bengt Andrén är gravsatt på Lidingö kyrkogård.